# Nozem

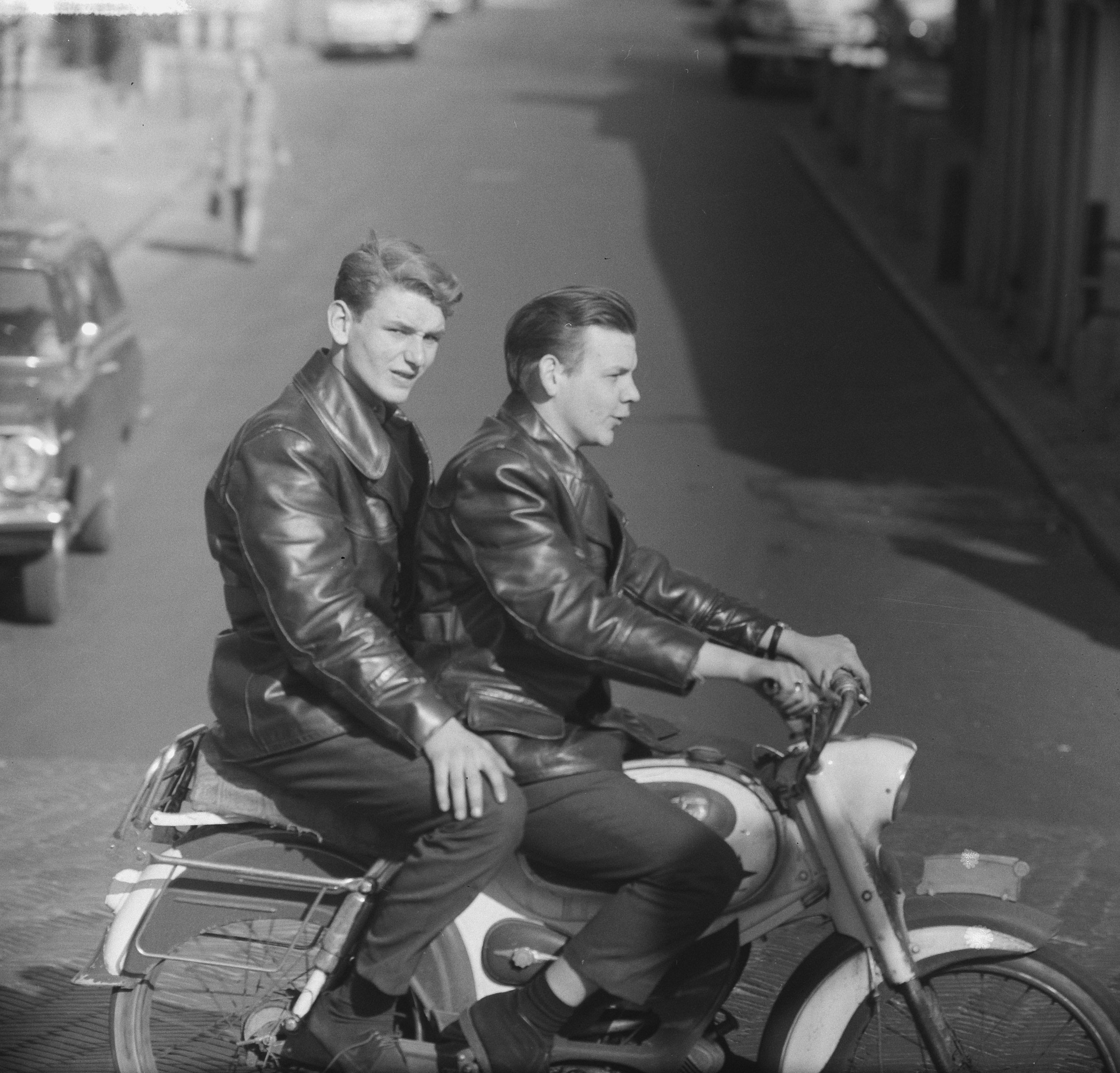
Nozems su una motocicletta

Nozem fu una delle prime subculture olandesi moderne, nata e sviluppata a cavallo degli cinquanta-sessanta, collegata al movimento dei Teddy Boy nel Regno Unito e seguita da quella dei Provos tedeschi.
I Nozem erano giovani che vestivano in jeans e pelle, ascoltavano Rock'n'Roll, e si riunivano vicino ai bar sui loro motocicli.
L'invenzione del nominativo "nozem" è attribuita al produttore cinematografico Jan Vrijman.
Il termine "nozem", nell'olandese moderno, viene ormai usato per indicare dei "cattivi ragazzi" in senso lato. Viene anche usato come nome per gli animali da compagnia.